# 王璉 (明朝)
王璉（14世紀—15世紀），字伯器，南直隸鎮江府丹陽縣人，明朝政治人物。

## 生平
王璉博學而擅長文辭，是永樂九年（1411年）的舉人，十九年（1421年）成進士，獲授庶吉士，改任行在湖廣道監察御史，宣德三年（1428年）巡按浙江，吏治精明、不受請託，因此被屬下將御用器放置在其行囊，賄賂關吏舉報，因此被戍遼東，後得沈固申冤，因此在宣德八年（1433年）獲舉薦官復原職，其後更為疾惡如仇，被毒殺在任內去世，無後。

## 引用
1. 1 2  光緒《丹陽縣志·卷十七·名臣》：王璉，字伯器，博學工文辭，登永樂十三【十九】年進士，選庶常，遷監察御史巡按浙江，摘奸發伏，破傷大姓極多，公廉不受請託，屬吏多側目，會璉還朝，吏密取御用器置其囊，關吏發之，璉素戅直竟不自明，如律論戍邊，同里沈固白其冤，復原官仍令按浙，時撫浙者金壇虞謙，泊舟河干，見風雪中荷擔者直指也，延之下連呼寒甚，立索飲數升，謙曰：「君欲何為？」璉曰：「豪家殺人投圊中，此事非可以假人，吾偽為農夫鬻糞竭其圊，當得尸誠無所逃罪。」謙曰：「君良苦矣，且按浙久必盡得此間奸利狀，幸語我分捕之。」因探懷中牘示謙，而爐火方熾急投焰中，璉大恚恨，謙笑曰：「蓋留有餘為後人地乎？」璉終不悛疾惡愈甚，遭鴆卒官，無後。
2. ↑  光緒《丹陽縣志·卷十四·選舉》：明……王璉 永樂辛丑，祀鄉賢……右明進士四十二人……明鄉舉……王璉 永樂辛卯，見進士……右明鄉舉一百十八人
3. ↑  《明宣宗章皇帝實錄·卷三十六》：（宣德三年二月）甲寅行在都察院各道及六科具所舉清理軍伍監察御史給事中姓名以聞，於是……御史王璉、給事中李庸往浙江……
4. ↑  《明宣宗章皇帝實錄·卷一百六》：（宣德八年九月丙午）復行在湖廣道監察御史王璉官，璉嘗奉僉往遼東建置煙墩屯堡，刻酷虐人，及縱從人擅騎驛馬，事覺發充軍吏，至是遼東軍士有言其能鋤姦暴者，遂召復御史。
5. ↑  乾隆《鎮江府志·卷三十六·名臣下》：王璉，字伯器，丹陽人，博學工文詞，登永樂十九年進士，改庶吉士，遷監察御史巡按浙江，發奸摘伏，破傷大姓極多，然公廉不受請託，屬吏多怨之，密取御用器置其囊，賄關吏發之，竟如律戍邊；時同里沈尚書固鎮大同白其冤，復以原官按浙，至則益以法繩下，遂遇鴆卒，所著有《貽笑集》。初璉之至浙，豪家殺人棄其尸圊中，璉廉知之微服為農鬻糞者，荷擔衝雪中，撫軍適按部，望之見命呼之下，屏人語之曰：「君欲何為，為是良苦。」璉語之故，且曰：「竭其圊當得尸，將無所逃罪。」其生平刻覈多此類。